# Anne Bult
Anne Bult (april 1984) is een Nederlands langebaanschaatsster.
Bult was vooral actief op de marathon.
In seizoen 2008/2009 werd Bult eerste in het algemeen klassement marathon van de regiocompetitie Overijssel. Ook werd ze in 2009 studentenkampioen op de marathon.
Bult schaatste enkele malen de 10.000 meter, een ongebruikelijke afstand bij de vrouwen. Hiermee kwam ze in verschillende statistieken van de Ranglijsten schaatsen 10.000 meter vrouwen terecht.

## Records

### Persoonlijke records[7]
| Afstand      | Tijd     | Datum         | Baan       |
| ------------ | -------- | ------------- | ---------- |
| 500 meter    | 44,74    | 23 maart 2006 | Heerenveen |
| 1000 meter   | 1.27,06  | 22 maart 2003 | Calgary    |
| 1500 meter   | 2.14,33  | 20 maart 2003 | Calgary    |
| 3000 meter   | 4.35,35  | 21 maart 2003 | Calgary    |
| 5000 meter   | 7.56,77  | 18 maart 2005 | Heerenveen |
| 10.000 meter | 16.10,04 | 24 maart 2006 | Heerenveen |